# ケーオ (ラーンナー王)
ケーオ王とはラーンナー王朝11代目の王である。正式名称はプーターティパティラート（『チエンマイ年代記』）。ティロークパナットダティラート（『ジナカーラマーリー』）、ムアンケーオ（『ヨーノック年代記』）などとも呼ばれる。

## 伝記
前王、ヨートチエンラーイが官吏らの反感を買ったため政権を追われた。その、後任として指名されたのが息子のケーオである。
ケーオは1507年、南方への進出を画策し、スコータイを攻めた。これは失敗に終わったが、その後、何度も南方に進出し最盛期にはカムペーンペットやチャリエン（シーサッチャナーライ）まで図版に加えた。一方、南方のアユタヤの王、ラーマーティボーディー2世は反撃を行い1515年ラムパーンを包囲した。これにより、ケーオはアユタヤへの攻撃を控え、その後は内政に専念することになった。
1516年おそらく前年のアユタヤの攻撃に備えてラムプーンに煉瓦の城壁を建設した。また、後にチエンマイの城壁も建設、王宮を移動したりした。1517年にはピン川に橋を建設するなど。インフラの整備に力を注いだ。
また、ケーオは仏教保護にも力を注いだ。1496年にはワット・ブッパーラーム、1500年にはワット・シースパンを建設、ワット・プラタートハリプンチャイには毎年欠かさず喜捨をおこなった。1516年にはカオトゥー仏を鋳造させ、ワット・チェットヨートの増築や、ワット・パーデーンの改修を行った。また、ケーオはシホン教派の僧を大僧正に任命するなど、シホン教派を手厚く保護した。これらの仏教の隆盛は、遠くビルマやラーンサーンまで聞こえた。
また、これらの仏教の隆盛を背景にパーリ語による著作も繁栄を見た。歴史書としてはポーティランシー僧は『チャーマデーヴィーヴァムサー』を、ラッタナパンナー僧は『ジナカーラマーリー』を執筆した。またパンヤサー・ジャータカ（本生経の一種）などの編纂も行われた。
このような繁栄がケーオの治世には存在したが、ケーオの治世の終わりの二年間は非常に国が疲弊した。1523年ケーオはケントゥンに軍を派兵し、惨敗し有能な官僚を多く失った。これに激怒したケーオは、セーン・イーピンチャイという将軍を処刑、軍事力が衰えた。またこの敗戦はラーンナー世界に住む平民の人口を大きく落とさせた。これらの人口力の低下や、有能な官吏の損失はラーンナー王朝衰退の原因となる。